# Jan I. Ferdinand Pražma z Bílkova
Jan Nepomuk I. Ferdinand Pražma z Bílkova (německy Johann Nepomuk I. Ferdinand, Graf Praschma, Freiherr von Bilkau, 6. dubna 1726 – 28. ledna 1804 ) byl slezský šlechtic z hraběcího rodu Pražmů z Bílkova.

## Život
Narodil se jako syn Františka Viléma a jeho manžleky Ludoviky Marie, dcery Františka Eusebia z Oppersdorffu.
Jan Nepomuk se oženil s Annou Marií ze Žerotína, dcerou Františka Ludvíka a jeho manželky Luisy Karolíny ze Žerotína (velkolosinské větve rodu). Manželům se v jejich sídle ve Frýdku narodily 2 děti:
- Antonie (24. října 1753, Frýdek – 23. června 1818, Vratislav), manž. 1774 Lazar III. Henckel z Donnersmarku (24. června 1729 – 8. srpna 1805, Siemianowice Śląskie)
- Jan II. Karel (23. září 1757, Frýdek – 15. března 1822, Niemodlin), manž. 1779 Marie Anna ze Žerotína (22. dubna 1761, Velké Losiny – 6. listopadu 1793, Niemodlin)

Jan Nepomuk Ferdinand v roce 1777 založil jihovýchodně od Frýdku vesnici Pražmo.
Jan I. Ferdinand Pražma z Bílkova zemřel v roce 1804 a byl pohřben v rodové kapli v kostele Navštívění Panny Marie ve Frýdku.